# 400 Дюкроза
400 Дюкроза (400 Ducrosa) — астероїд головного поясу, відкритий 15 березня 1895 року Огюстом Шарлуа у Ніцці.
Тіссеранів параметр щодо Юпітера — 3,178.
Названий на честь Ж. Дюкро (фр. J. Ducros), механіка Обсерваторії Ніцци.